# 李詩欽
李詩欽（1948年7月18日—），台灣桃園市人。東海大學經濟系畢業。曾任英業達總經理，英業達集團總裁，英業達董事長，國家品質獎評審委員、無敵商業董事長， 2012年當選台灣雲端運算產業協會理事長，現任台灣區電機電子工業同業公會理事長、財團法人台北愛樂文教基金會董事長。為星光三班李伯恩之伯父。

## 生平
1975年，葉國一與鄭清和創辦英業達，邀請李詩欽一同加入創業。